# Liujia (socken)
Liujia (kinesiska: 柳家满族乡, 柳家) är en socken i Kina. Den ligger i provinsen Hebei, i den norra delen av landet, omkring 240 kilometer nordost om huvudstaden Peking.
Genomsnittlig årsnederbörd är 722 millimeter. Den regnigaste månaden är juni, med i genomsnitt 177 mm nederbörd, och den torraste är januari, med 2 mm nederbörd.